# 銀河英雄伝説の登場人物・その他
本項では田中芳樹のSF小説『銀河英雄伝説』の登場人物のうち、フェザーンや地球教など、銀河帝国と自由惑星同盟以外の登場人物について解説する。
なお、特に断りがない場合、原作の記述・設定をメインとして説明している。出典や声優の記載ルールなど、凡例は銀河英雄伝説の登場人物#凡例を参照のこと。

## フェザーン自治領

### 政治家・官僚
アドリアン・ルビンスキー (Adrian Rubinsky)
声 - 小林清志(旧) / 手塚秀彰(D)
第5代フェザーン自治領主（ランデスヘル）。
浅黒い肌にスキンヘッド、胸郭が逞しく、エネルギッシュな40前半の中年男性。顔の造作はすべて大きく、およそ美男子とは称し得ないが、見るものに強烈な印象を与える風貌であり、また黒いタートルネックのセーターに淡緑色のスーツというその立場から見れば軽装をしている。女や酒といった享楽を楽しむが、それ以上に政略と戦略を最高の楽しみと位置づけ、「権謀術数も洗練されれば芸術たりえる」と考える策謀家。5年前に自治領主の座についたばかりだが、その策謀家ぶりは帝国と同盟の双方によく知られ、「フェザーンの黒狐」と渾名される。物語前半ではフェザーンの長として帝国・同盟を両天秤にかけてフェザーンが最大利益を得るべく作中を暗躍すると同時に、フェザーンの真の支配者である地球教への反逆も示唆する。フェザーンが帝国に占領された後の物語後半においては、逃亡生活を送る身ながら、泰然とした態度を崩さず、地球教のテロに関与する一方で、帝国に損害を与えるべく独自の計画も練り、ラングを引き込んで最終的にはロイエンタールの叛乱を起こさせるなど、帝国にダメージを与える。しかし、後述のように健康を蝕み、自信満々に誇る計画も思うように進まず、最後はその策謀の目的や効果も不明瞭ながら、ただ帝国の内政に混乱を与えるだけのまま死ぬ。第三勢力の主要人物ながら、外伝には登場しない。
初登場は物語最序盤のアスターテ会戦直後で（第1巻3章）、状況報告をボルテックより受ける。以降、ラインハルトとヤンの登場によって帝国と同盟の勢力均衡が崩れ始めたことをフェザーンの国益の観点から危ぶみ、天秤を釣り合わせるため暗躍する。しかし、リップシュタット戦役を経てラインハルトが全権を掌握して帝国は飛躍する一方で、先年の大規模侵攻の失敗や救国軍事会議のクーデターで、もはや回復不可能なほど疲弊した同盟では対抗しきれないと判断し、帝国と連携して同盟を滅ぼし、来たるローエングラム朝銀河帝国において経済面の実権を握るという方針へシフトする。そのために同盟政府にヤン査問会を起こさせると同時に帝国の技術総監シャフトを利用しての第8次イゼルローン攻防戦を引き起こさせたり、皇帝誘拐事件を画策する。しかし、目論見はすべて外れた上に、皇帝誘拐は結果としてフェザーンを滅ぼすことに繋がり、愛妾ドミニクを連れて逃亡生活の身となる。
物語後半では、最終目的は判然としないものの、ラインハルトとロイエンタールを仲違いさせようと策謀を練る。また、地球教やトリューニヒトとも協力関係にあった。ロイエンタールに個人的恨みを持ったラングを実質的に操り、最終的にはロイエンタールに叛乱を起こさせることに成功する。しかし、それを有用に活用することはできず、物流を混乱させたり、航路局のデータを消去させるなど、ドミニクからも無意味と指摘されるようなテロ行為を行うようになる。また、脳腫瘍を発症して激しい頭痛に悩まされるようになり、結局、これが原因で足がつきオーベルシュタインの捜査網に引っかかって逮捕される。余命幾ばくもない重病故にハイネセン市内の病院に拘束されていたが、実はハイネセン各所に自分の死で起爆する爆弾を仕掛けており、同地に来ていたラインハルトを道連れにすべく、自ら生命維持装置を外して自殺する。ハイネセン各所を焼いた大火は後にドミニクの証言で真相が判明し「ルビンスキーの火祭り」と呼ばれることとなったが、ビッテンフェルトの活躍でラインハルトは脱出を果たし、最後の策謀も失敗に終わった。
道原版では本作の女性登場人物の少なさを解消するため、スキンヘッドの女性として描かれており、名前は「アドリアーナ・ルビンスカヤ」となっている。
藤崎版では原作以上に様々な策謀に関わっており、リップシュタット戦役やヴェスターラントの叛乱もルビンスキーが策謀したものとなっている。
ドミニク・サン・ピエール (Dominique Saint-Pierre)
声 - 平野文(旧) / 園崎未恵(D)
ルビンスキーの情婦。登場時27歳。
元は歌手、ダンサー、女優という経歴を持つ赤茶色の髪をした美女。表向きは宝石店とクラブの経営者などいくつもの肩書を持つ。情婦という立場ながらルビンスキーに見初められた理由の一つとして挙げられるほどの利発さを持ち、作中では彼の良き話し相手であると同時に彼の関与しない部分でも独自に動き、デグスビイのフェザーン脱出の手助けや、エルフリーデをロイエンタールに引き合わせるなど、間接的に物語に大きな影響を与える。多くの女性関係があったルビンスキーからも特別扱いされており、物語後半に逃亡生活を同伴する以外にも、自分を殺させるための子を作らないかなど意味深長なことをルビンスキーに言わせている。また、ルビンスキーに対して強い毒舌や皮肉も言う。
クラブの歌手をしていた19歳の時に、まだ自治領主就任前であったルビンスキーと知り合い、彼の情婦となる。その後、彼の支援もあっていくつかの事業を経営しているなどの事跡が示唆される。本編初登場時はルビンスキーと会う機会も減り「もと情人」と呼んだ方が相応しいかもしれないと評されていたが、それゆえにケッセルリンクに目をつけられ、彼の復讐計画に表向き加担する。しかし、実際には初めからルビンスキー側の人間であり、結果的にケッセルリンクは返り討ちに遭って死亡し、その後、国事犯として帝国の指名手配を受けて逃亡の身となったルビンスキーと行動を共にする。
ルビンスキーとの潜伏期間においては基本的に、彼が仕掛ける策謀の聞き役として作中に登場する。その一方ではロイエンタールとの子を産んだ後のエルフリーデを匿い、独自の配慮で死に際のロイエンタールに引き合わせるなど、ルビンスキーからはお前がそんな感傷的な女だったか？などとも揶揄される。最終的には「ルビンスキーの火祭り」の後において、オーベルシュタインの徹底的な捜査において検挙され、そこでそもそもこの事件がルビンスキーの死に起因していることなどを帝国に明かす。その後、2ヶ月にわたって憲兵隊に勾留された後に保釈されるが、その後の行方は不明とされる。
道原版には登場しない。藤崎版では登場するが原作よりも遅い。
ニコラス・ボルテック (Nikolas Boltik)
声 - 仁内建之(旧) / 小原雅人(D)
フェザーンの自治領主補佐官。後に帝国駐在弁務官。フェザーン代理総督（帝国によるフェザーン占領後）。
ルビンスキーの側近である初老の男。ルビンスキーに信頼され自らの手足と扱われるほどに優秀であり、またラインハルトとオーベルシュタインからも万人の上に立つ器量はないが補佐官としては無能ではないと評される。自治領主補佐官としてはケッセルリンクを除けば競争相手になるほどの者もいないとし、また、フェザーンの真の支配者が地球教であることも知っている。物語序盤においてはルビンスキーに対する帝国と同盟の情勢報告及び策謀の相談相手として登場する。その後、躍進するラインハルトを注視する必要に迫られたため、ルビンスキーの命令を受けて帝国駐在弁務官として帝国首都オーディンに着任し（補佐官の後任はケッセルリンク）、フェザーンが主導権を握るべく皇帝誘拐計画を現地責任者として始動する。ところが、策を弄しすぎて逆にラインハルトに手球を取られ、フェザーン回廊通行権を要求されるなど進退窮まっていく。結果として皇帝誘拐に端を発する第一次ラグナロック作戦の前段で、帝国によるフェザーン占領後の統治者職をエサに甘言に乗せられる形でルビンスキーひいてはフェザーンを裏切る。そして戦役が始まると嘘の報告で祖国を騙し、ほぼ無抵抗での帝国によるフェザーン占領に貢献する。戦役後は約束通り代理総督に任命される。ラインハルトとしてはフェザーン人の恨みが帝国ではなく裏切り者のボルテックに向かい、さらに失敗することを意図した人事だったが、特に大過なく代理総督職をまっとうしていた。しかし、新帝国暦2年4月のワーレンとルッツの歓送迎会で起きた爆弾テロ事件に巻き込まれる。ボルテック自身、怪我を負った被害者だったものの、ラングによって事件の容疑者として逮捕されてしまい、最期は毒殺されてしまう（表向きは服毒自殺したと報告される）。これはルビンスキーが裏切りの復讐を兼ねて、内通していたラングに行わせた出来事だったと後に判明する（また、このボルテック暗殺が後にラングが死刑に処される罪状となる）。
藤崎版ではフェザーンの設定自体が大きく翻案されたことに伴い設定も大きく変わっている。最初からフェザーン商人を名乗って帝国内を暗躍しており、フェザーン及び地球教に忠実な中年男性となっている。物語上にはルビンスキーのラインハルトとキルヒアイスを仲違いさせる謀略のため、原作におけるヴェスターラントの惨劇においてラインハルトが止めなかった噂話をキルヒアイスに密告する役として初登場する。その後も救国軍事会議のクーデターにおいてリンチとオーベルシュタインの通信を取り持つなど、ラインハルト陣営との直接の折衝役として登場する。しかし、幼帝誘拐のエピソードにおいてフェザーンの企みを察したオーベルシュタインに拘束及び尋問されることになり、すべてのフェザーン人は機密保持のために頭部に爆弾を埋め込まれているという設定から、最期はオーベルシュタインを道連れにすべく自爆死する（事前に見越していたオーベルシュタインは無事）。最期のセリフは「死ね異教徒ども!!」であり、原作と異なり、地球教の信徒であったことが示唆されている。
ルパート・ケッセルリンク (Rupert Kesselrink)
声 - 鈴置洋孝(旧) / 野島健児(D)
フェザーンの自治領主補佐官（ボルテックの後任）。登場時23歳（帝国暦466年生まれ）。ルビンスキーの隠し子。
ボルテックの後任として大学院を出たばかりの身ながら自治領主補佐官に抜擢された青年官僚。若いながらルビンスキーの側近に取り立てられるだけあり高い能力を示し、権謀術数に長ける。しかし、その正体は若きルビンスキーが栄達のために捨てた恋人が産んだ庶子であり、実父ルビンスキーへの復讐を企んでいた。特に母は「その日の暮らしにも困る貧家の娘」と言い、悲惨な少年時代を過ごしたことを示唆する。ただし、実の息子であることはルビンスキーも初めから知っており、実は学生時代のケッセルリンクを影から支援していた（この支援についてケッセルリンクは親子の情ではなく、あくまで自分の能力が評価されたものとしたいと答える）。また、父への復讐を狙っていることもルビンスキーにはバレていた。ルビンスキーの息子らしい策謀家ぶりではあったが、レムシャイドとの会話での不要な一言などルビンスキーとの格の違いはしばしば作中に言及され、後述のようにドミニクがスパイであることを見抜けず、「大してセンスのある観客ではなかった。俳優の演技を観察するより、自分自身のつむぎだした幻想を俳優に投影させて酔ってしまう性質」とルビンスキーから酷評される。
ボルテックの帝国駐在弁務官就任に伴い物語に登場する。有能な若手として才幹を発揮し、皇帝誘拐計画の人選など、ルビンスキーの計画を補佐する。しかし、親子関係が作中で明かされると上記の父と子の争いが水面下で展開され、ルビンスキーを追い落とすために彼の愛妾ドミニクを味方に引き入れ地球教のデグスビイ司教を陥れるなどする。しかし最期は、帝国によるフェザーン占領に際して、直接ルビンスキーを射殺しようとして、これを予期していたルビンスキーの返り討ちにあって射殺される（そもそもドミニクはルビンスキーを裏切っておらず、ケッセルリンクの動向を探る彼のスパイだった）。
道原版ではルビンスキーが女性に変更されている（ルビンスカヤ）ため、彼女が栄達のために捨てた子供という設定になっている（父親は不明）。それ以外の基本的な流れや、親子の確執などは原作通りである。
藤崎版では最初からルビンスキーの補佐官である。また、ヴェスターラントの蜂起及び、核攻撃などを現地においてフェザーン商人として暗躍する。原作通り、帝国によるフェザーン侵攻の際にルビンスキーを殺害しようとするが、ドミニクに借りた手勢に殺される。
ブレツェリ
声 - 龍田直樹(旧)
同盟駐在弁務官。
ヤンへの査問会で失脚したネグロポンティの後任としてアイランズが国防委員長に就任した際の、最初の仕事（リベートの談合）の相手として登場する。その際に査問会の失敗を吐露するアイランズに政治権力を使って法的にヤンを封じ込めれば良いとアドバイスする。政争の手段としては妥当でも、あまりに露骨な言い回しには相手のアイランズや、書記官で部下のコーネフにも強い嫌悪感を抱かせる。
OVA版では「プレツェリ」（Pletzerri）と表記されている。
藤崎版ではフェザーンの設定が大きく変更されており、同盟（や帝国）にフェザーンの高等弁務官事務所が存在しないため登場しない。
グラズノフ (Glazunov)
声 - 西村知道(旧)
OVA版のオリジナルキャラクター。フェザーンの帝国駐在弁務事務所の一等書記官。
皇帝誘拐計画の折にボルテックの部下としてランズベルク伯やシューマッハとの折衝を担当する。やや迂闊がところがあり、ランズベルク伯の機嫌を損ねるようなことを言ってしまいシューマッハに注意される。
エルウィン・ヨーゼフ2世を誘拐した二人を迎えに行く際、VHS版・DVD版ではスーツ姿だったが、リマスター版では迷彩服を着用している。
ボリス・コーネフ
フェザーンの民間人。後に一時的に同盟駐在の情報工作員となる（表向きはフェザーンの同盟駐在弁務事務所の書記官）。
→#自由商人

### 自由商人
ボリス・コーネフ (Boris Konev)
声 - 安原義人(旧) / 菊池正美(D)
独立商人。ベリョースカ号（のちアンデューティネス（親不孝）号）の船長。後に一時的に同盟駐在の情報工作員となる（表向きはフェザーンの同盟駐在弁務事務所の書記官）。
初登場時28歳の若き商人で、零細商人だがフェザーン人や独立商人としての気概は高い。幼少時は商人だった父に連れられあちこちの惑星を旅する生活を送っていたが、同じ境遇の2歳年上のヤンと出会って意気投合し、2,3ヶ月一緒に過ごした過去を持つ（ヤンからは「悪たれのボリス・キッド」と覚えられている）。「親泣かせ、友人泣かせ、他人泣かせ。はた迷惑この上ない悪童」だったという（そしてその悪戯の共犯者がヤンだった）。物語前半ではヤンとの関係からフェザーン政府の思惑に巻き込まれるものの、その後はマリネスクがユリアンを助けた縁などから、ヤンと再会することとなり、建前は独立商人のままとして、新帝国と相対するヤンたちに協力する。
初登場はリップシュタット戦役下で地球教徒の移送を請け負った時。この時にキルヒアイスと出会って彼に助けられ、さしたる根拠もなく普段の癖で「いい人間は長生きできない」とキルヒアイスの未来を暗示する（結果としてこの予言は的中することとなる）。その後、ヤンとの縁からルビンスキーに目をつけられ、対ヤン用の情報工作員として不本意ながら同盟駐在事務所に書記官として勤務することとなる。結果的には特に活躍もないままにフェザーンが滅び、再びベリョースカ号（親不孝号）の船長に復帰し、ヤンと再会する。その後はユリアンを地球に連れていき、そのまま共に教団本部に潜入するなど、ヤンたちに協力し、商人として手に入れた情報を流すなどする。地球教徒によるヤン暗殺計画の情報も手に入れ急いで、イゼルローンに知らせるが、これは間に合わず、ヤンは暗殺されてしまう。ヤン死亡後も引き続き、残ったユリアンらに協力する旨を告げ、地球教とトリューニヒトの関係などの重要な情報をイゼルローンにもたらす。
マリネスク (Marinesk)
声 - 緒方賢一(旧) / 望月健一(D)
ボリス・コーネフの部下でベリョースカ号の事務長（オフィサー）。
禿頭の肥満体で闊達さが無く、生活に疲れた中年男という印象がぬぐえない人物。年齢はコーネフより4歳年上（32歳）だが、10歳年上に見えるという。しかし、事務員としては非常に優秀であり、堅実な事務・経理能力がなければベリョースカ号はとっくに身売りしていたとし、コーネフから信頼される。また、フェザーンの商人らしく抜け目ない性格もしており、偽装のために沈めたベリョースカ号の代替として帝国駆逐艦の所有権を主張する。
物語途中でコーネフがフェザーン政府に雇われたために、船長不在の間、ベリョースカ号を預かることとなる。帝国によるフェザーン占領において、同星に抑留される形となったユリアンに雇われる形で（また、上司コーネフとヤンの関係に縁を感じ）、彼の同盟領への脱出を手伝うこととなる。多くの者と同様にユリアンの利発さを評価して好意的に接するが、高く評価するあまり、ヤンやラインハルトを貶めるような発言をしてしまい、彼の不興を買ってしまう場面もある。また、頼りない同行者のヘンスローには辛辣な言葉を投げる。コーネフの復帰後は再び彼の下で働き、彼の部下としてしばしば作中に登場する。
カーレ・ウィロック (Karle Wiloc)
声 - 大塚芳忠(旧)
独立商人で航宙士（パイロット）。後にベリョースカ号及び親不孝号のパイロットとなる。
商人というより宇宙船パイロットとして有名なフェザーン人。帝国に占領されたフェザーンにおいて、いずれ自由の民の城を作り直すと酒場で演説し独立商人としての気概を見せる。マリネスクとは旧知の仲で、ユリアンを連れてのフェザーン脱出に際してパイロットを必要としていた彼の依頼を快く引き受け、ベリョースカ号に乗船する。パイロットとしては非常に頼もしく初対面のユリアンからも信頼されるが、いささか自信過剰で誇大な発言が多く、ユリアンからは擬似アジテーターめいた一面があると評される。親不孝号にも引き続きパイロットとして乗船し、以降、作中ではコーネフの船のクルーとして登場する。ユリアンの地球教本部潜入ではすぐに脱出できるようマリネスクと船の留守を預かる。
コーネフやマリネスクとハイネセンで行動中にド・ヴィリエを発見し、彼がトリューニヒトの私邸に入っていくのを目撃したシーンを最後に物語からフェードアウトする。OVAではその後、ヤン亡き後のイゼルローン要塞での新年会のパーティにボリスらと共に顔を見せている。
ナポレオン・アントワーヌ・ド・オットテール (Napoleon Antoine de Hottetaire)
声 - 宮田浩徳(旧)
親不孝号の乗組員。
ユリアンの地球教本部潜入に同行した一人でマシュンゴと同室となる。原作では帝国が地球教本部に攻撃してきた乱戦の中で死亡したことが軽く触れられるのみであるが、OVA版では詳細に描かれ、帝国兵突入の混乱の中でユリアンらとコンピュータールームに忍び込んだところを錯乱した地球教徒に刺殺される。
ボーメル (Bawmel)
声 - 島香裕(旧) / 拝真之介(D)
貨物船ロシナンテ号の船長。第4巻3章の登場人物。
大規模な星間輸送会社に所属しない独立商人の船としては最大級の貨物船ロシナンテ号の船長。予てより密航者の移送も行っており、そのため皇帝誘拐事件において同盟領へ幼帝エルウィンを移送する依頼を受ける。ただし、ボーメルは相手が皇帝であることは知らされておらず、エルウィンの傍若無人ぶりをただの躾のなってないガキと判断していた。食事を運ぶ船員が次々と癇癪を起こすエルウィンによって負傷し（ボーメル自身も左手を噛みつかれた）、ついに耐えかね「山猫を運ぶようにはできていない」とランズベルク伯に抗議する。後に少年の正体が皇帝だったと知ると、ラインハルトが何であれ、エルウィンが皇帝であればいずれ帝国は自壊しただろうと評する。

## 地球教
総大主教（グランド・ビショップ）
声 - 大宮悌二、偽者の声として笹原大(旧) / 塾一久(D)
地球教の最高権力者。本名不明。
本来は建前であった地球教の教義「地球を再び宇宙の中心とする」に妄執している老人。その立場上、地球教やフェザーンに強い影響力を持ち、立体TVを介して直接ルビンスキーに指示したり警告したりすることもある。
第1巻より登場し、上記の通りルビンスキーに警告を行うなど物語を暗躍する。物語中盤の帝国による地球教本部襲撃において、多数の帝国軍を道連れにすべく大量の爆薬を爆発させ、大勢の信徒たちと共に大聖堂ごと生き埋めとなり死亡する。しかし、その死の状況は不明瞭であり、これを利用してド・ヴィリエは変装させた偽者を用意し、あたかも総大主教が生きているかのように見せかけていた。
藤崎版では原作準拠での登場となるが、死後にド・ヴィリエが用意した偽者は生身の人間ではなく、立体映像である。
ド・ヴィリエ (De Villier)
声 - 銀河万丈(旧) / 堀秀行(D)
地球教の大主教。総書記代理。
地球に官僚機構が存在していればその頂点を極めたであろうと評される人物。信仰心は皆無で、あくまで自己の栄達の手段として地球教を利用し、現在では総大主教に次ぐ地位にいる。物語中盤から登場し、以降、物語後半における地球教による陰謀の指導者として暗躍する（ただし登場以前のキュンメル事件にも絡んでいる）。そして物語最後の戦闘となる仮皇宮襲撃事件においてユリアンに射殺される。
物語中盤のユリアンによる地球教本部潜入で作中に登場する。間もなく帝国軍による地球教壊滅作戦が起きるが、自らは脱出を果たし、総大主教の死を秘匿することで、表向き彼の取次役として事実上の教団最高指導者となる。そしてラインハルトの覇権を是認した上で、彼に跡継ぎがいないことや、また自ら体制を揺さぶることで、銀河平定を果たした帝国を動揺させ、教団がそっくり乗っ取る計画を立てる（これをド・ヴィリエはかつてキリスト教がローマ帝国を乗っ取った故事に例える）。このため、銀河平定の最大の障害であったヤンを謀殺したり、体制を揺さぶるために最大の功臣であるロイエンタールに叛乱を起こさせるなど、作中を暗躍する。ところが、ヒルダがラインハルトの子を身籠って跡継ぎが誕生する目算が強まり計画に狂いが生じる。そこで胎児ごと彼女を殺すべく柊館襲撃事件を起こすが、これに失敗してケスラーによる徹底的な取り締まりを受ける。もはや教団はわずかに残党がいるのみとなり、最後にはオーベルシュタインの偽情報に誘い出される形で、ラインハルトを暗殺するべく、自ら残った手勢を率いて仮皇宮襲撃事件を引き起こす。そしてラインハルトの私室と誤認してオーベルシュタインを暗殺した後、その場に居合わせたユリアンによって問答無用に射殺される。殺される直前には簡単に内幕を明かし、帝国に有用な情報を持っていることを仄めかすことで命乞いしようとするが、相手が帝国人ではなく、さらにヤン、パトリチェフ、ブルームハルトらの死の復讐に燃えるユリアンという誤算があった。
ノイエ版では原作よりも登場が早く、リップシュタット戦役と救国軍事会議のクーデターが終結した後の総大主教と部下らが討議する場面で、ルビンスキーが裏切った可能性を述べる役で登場している（原作にもある場面だが、ド・ヴィリエの発言かはわからない）。
デグスビイ (Degsby)
声 - 納谷六朗(旧) / 遊佐浩二(D)
地球教の主教。
30歳に満たない少壮の宗教家で、禁欲的で教えに熱心な青年。フェザーンとの連絡役及びルビンスキーの監視のためにフェザーンにいたが、そこでルビンスキーの失脚を目論むケッセルリンクの陰謀に巻き込まれサイオキシン麻薬による薬物中毒にされてしまう。その中毒症状に悩まされる状況でも、ケッセルリンクの計画を嘲笑い、彼を焦らせる胆力を見せる。
帝国によるフェザーン占領後はドミニクの手はずで脱出するが、偶然にもユリアンと同じマリネスクの船に乗船する。既に死期が近づいている中で、ユリアンに地球教とフェザーンの関係などを示唆し、亡くなる。結果としてヤンが地球教の暗躍に気づくきっかけとなり、後にユリアンが地球へ調査に向かうことになる。
藤崎版では麻薬中毒にさせられることもなく、ケッセルリンクの策謀に同調する態度を見せる。ケッセルリンクがルビンスキーの返り討ちに会う場面にも偶然居合わせており、死んだケッセルリンクに弔いの言葉をかける。
ゴドウィン (Godwin)
地球教の大主教。オーディン支部長。
キュンメル事件の際に地球教の関与が発覚したために、憲兵隊に襲撃された支部の長。激しい抵抗を試みた後に服毒自殺しようとしたが失敗し、拘束される。その後の取り調べでも舌を噛み切ろうとするなど口を割らないために自殺を試み、最期は自白剤を6度注射された後に口と鼻と耳から血を吹き出して死亡する。